# Ален (Северный Рейн-Вестфалия)
А́лен (нем. Ahlen МФА: [ˈaːlən]о файле, н.-нем. Aulen) — город в Германии, в земле Северный Рейн-Вестфалия.
Подчинён административному округу Мюнстер. Входит в состав района Варендорф. Население составляет 53 414 человек (на 31 декабря 2010 года). Занимает площадь 123,14 км². Официальный код — 05 5 70 004.

## История
В середине XX века, после поражения фашистской власти Гитлера, в близлежащих от города районах началось восстановление предприятий. Жизнь в самом городе, однако, определялась другими событиями: с 5 ноября 1945 по 15 августа 1946 года Ален являлся транзитным городом для вывода войск победителей войны, союзников СССР.
Несмотря на трудности послевоенных лет, повсеместно велось строительство мирных объектов. Были построены пять шахт «Вестфалия» (1953—1956), казармы Вестфалия (1958—1961), построены муниципальные и церковные здания (Городской Спортивный зал, крытый бассейн, Крайст-Черч, Сент-Пол). Немецкое экономическое чудо привело к избыточному предложению рабочих мест в городе. При содействии государственных институтов и экономики и за счёт собственных инициатив в 1960—1965 в общей сложности в Алене работало около 1000 гастарбайтеров.
Футбольный клуб Ален в мае 2006 года был переименован в ФК Рот Вайс.
В начале XXI века шахты «Вестфалия» были закрыты.

## Ранняя история
Хронология раннего периода:
| Год       | Событие                                                            |
| --------- | ------------------------------------------------------------------ |
| 850       | Первое упоминание                                                  |
| 1271      | Создание городской стены                                           |
| 1285      | Ален входит в число крупнейших городов Вестфалии                   |
| 14-й век  | Бушующая чума остановила процветание города                        |
| 1389      | В городе зарегистрированы 63 семьи                                 |
| 1454      | Зарегистрировано 212 семей                                         |
| 1483      | Первый разрушительный пожар                                        |
| 1505      | Первая эпидемия чумы                                               |
| 1551      | Вторая эпидемия чумы                                               |
| 1571      | Построена больница для смертельно больных                          |
| 1574—1652 | Охота на ведьм                                                     |
| 1592      | Третья эпидемия чумы                                               |
| 1615      | Петер Клайкямп был обвинён как оборотень и сожжён на костре.       |
| 1616      | Кристиан Лэ обвинён в колдовстве и вскоре умирает в тюрьме         |
| 1652      | Анна Саделер сожжена на костре                                     |
| 1668      | Второй разрушительный пожар                                        |
| 1744      | Третий разрушительный пожар                                        |
| 1765—1929 | Ликвидация городской стены                                         |
| 1803      | В городе зарегистрировано 1854 человека                            |
| 1816      | Окончательное включение в состав Пруссии                           |
| 1846—1847 | Строительство железной дороги Кёльн-Минден, проходящей через Ален. |
| 1871      | Население города составляет 3535 человек                           |
| 1964      | В городе проживало 44 203 жителя                                   |

## Первый период индустриализации
Первый период индустриализации в Алене начался в 1800 году и закончился в 1904 году. За этот период было построено много промышленных зданий, проведена железная дорога.

## Герб
На гербе города изображён угорь. Такой вариант герба появился в XVII веке.

## Главы города с 1996 года
- 1996—1999 — Гинтер Хармз
- С 1999 — Бенедикт Рухмёлльер

## Дороги
Автострада A2 находится примерно в 20 километрах от Алена. Федеральная трасса 58 проходит с востока на запад через весь город.

## Образование

### Специальные школы
- Школа Джоан-Роуз

### Профессионально-технические училища
- Профессиональный колледж Алена
- Школа медико-санитарного образования
- Некоммерческий образовательный семинар для пожилых людей
- Профессиональный колледж Алена в больнице Св. Франциска

## Здравоохранение
- Больница Святого Франциска
- Детская больница Святого Франциска

## Мэрия
Мэрия Алена — 2-этажный, оштукатуренный дом, построенный во второй половине 17-го века.
Бывшее здание мэрии является одним из зданий судов.

## Известные уроженцы и жители
- Бернхард фон Маллинкродт (1591—1664) — немецкий библиограф.
- Ге́нрих фон Шта́ден (1542 — после 1579) — немецкий авантюрист[2], опричник[3][4] царя Ивана Грозного. Автор нескольких сочинений, посвящённых России и впервые опубликованных в 1917 г. под общим заглавием «Записки о Московии».
- Фридрих Каспар фон Гейсмар (1783—1848) — генерал русской службы, партизан 1812 года, кавалер орденов Св. Александра Невского и Св. Георгия IV-й степени; трижды кавалер российского и иностранного золотого оружия «За храбрость».
- Фридрих Хайтман (1853—1921) — архитектор, работал в Восточной Пруссии.